# Паско Янев
Паско Петров Янев е български политик от Българската комунистическа партия, участник в комунистическата съпротива през Втората световна война, офицер (генерал-майор).

## Биография
Роден е на 5 април 1917 г. в костурското българско село Шестеово, Гърция. Член е на Работническия младежки съюз от 1936 г., а на БКП (т.с.) – от 1937 г. Партизанин е в Габровско-севлиевски партизански отряд от юли 1942 година до 1944 година. Участва в Първата фаза на войната на България срещу Нацистка Германия като помощник-командир на Четвърти армейски артилерийски полк.
След Деветосептемврийския преврат през 1944 г. служи в Българската народна армия като достига чин генерал-майор. Към 1946 г. е помощник-командир по политическата подготовка на първи дивизионен артилерийски полк в Русе. През 1947 г. е началник на организационно-кадрова секция в политотдела на 2-ра армия. Учи 10-месечен артилерийски курс във Висшата артилерийска школа през 1947 г. През 60-те години е заместник-председател на ЦК на ДОСО.
Автор е на мемоарната книга „Това не се забравя. Спомени“.

## Отличия
- 1977 г. – награден е с орден „Народна република България“, I степен.[6]